# Sardischer Hahnenfuß
Der Sardische Hahnenfuß (Ranunculus sardous), auch Rauer Hahnenfuß genannt, ist eine Pflanzenart aus der Gattung Hahnenfuß (Ranunculus) innerhalb der Familie der Hahnenfußgewächse (Ranunculaceae).

## Beschreibung

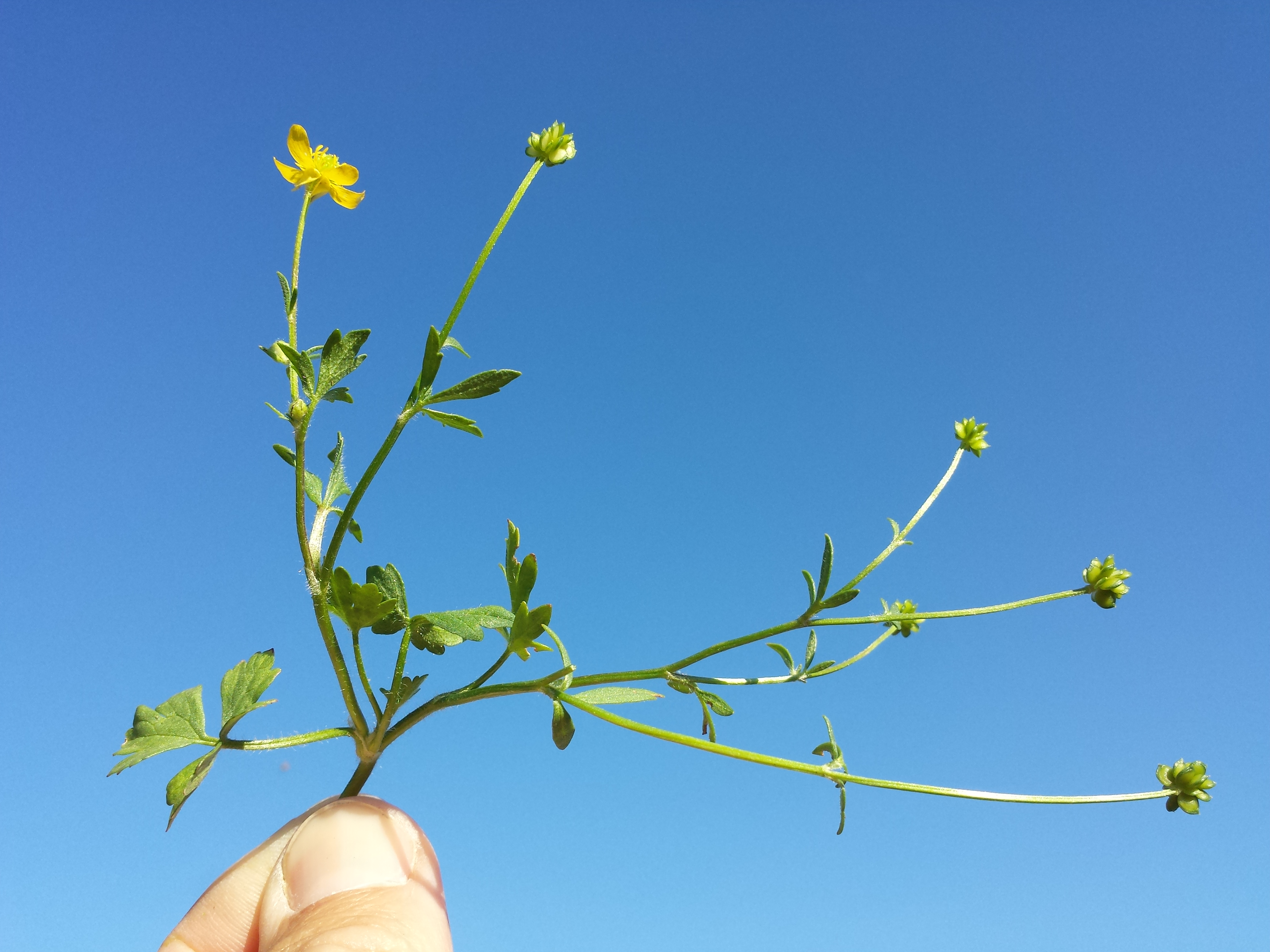
Habitus

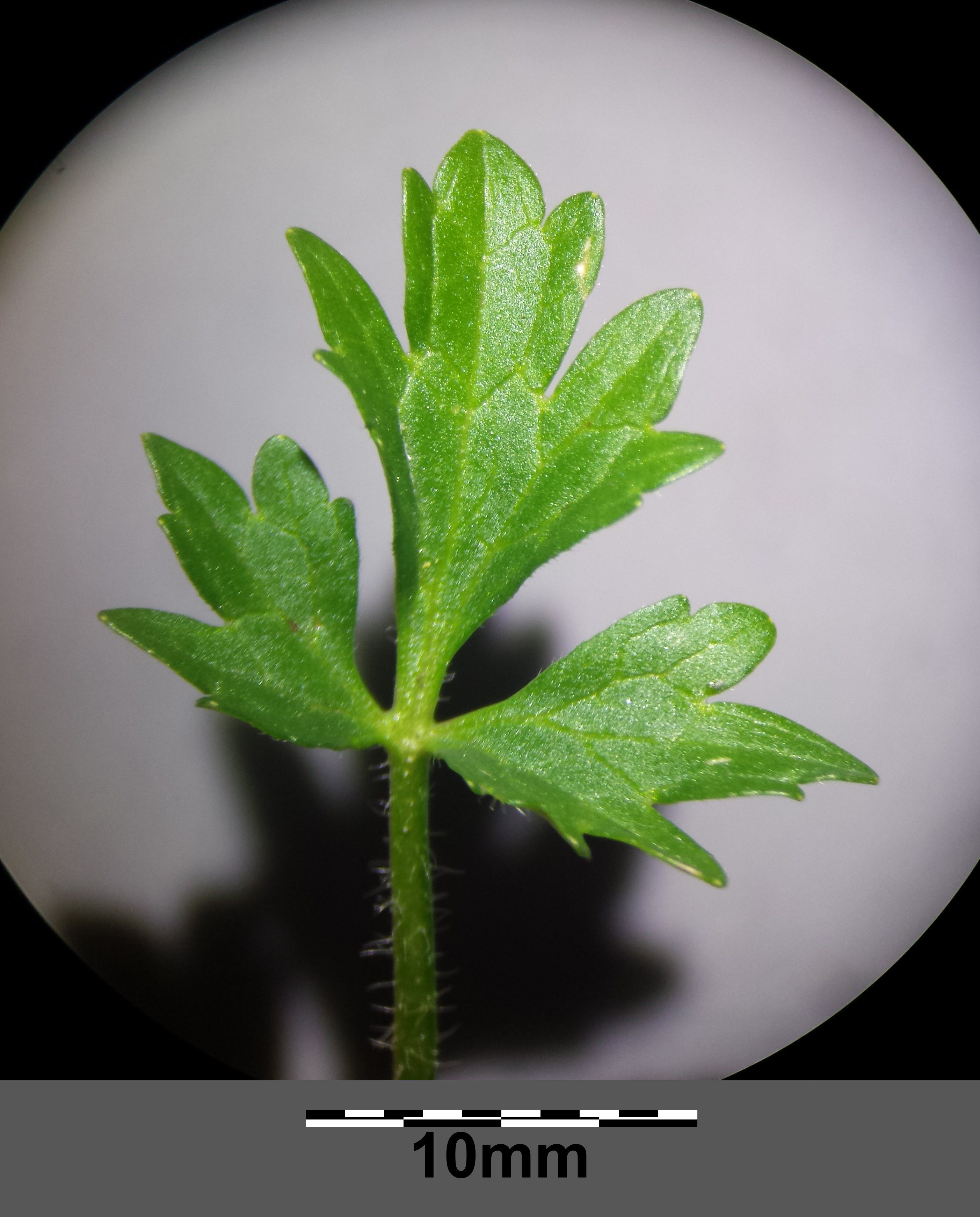
Grundblatt mit gestieltem Mittelabschnitt

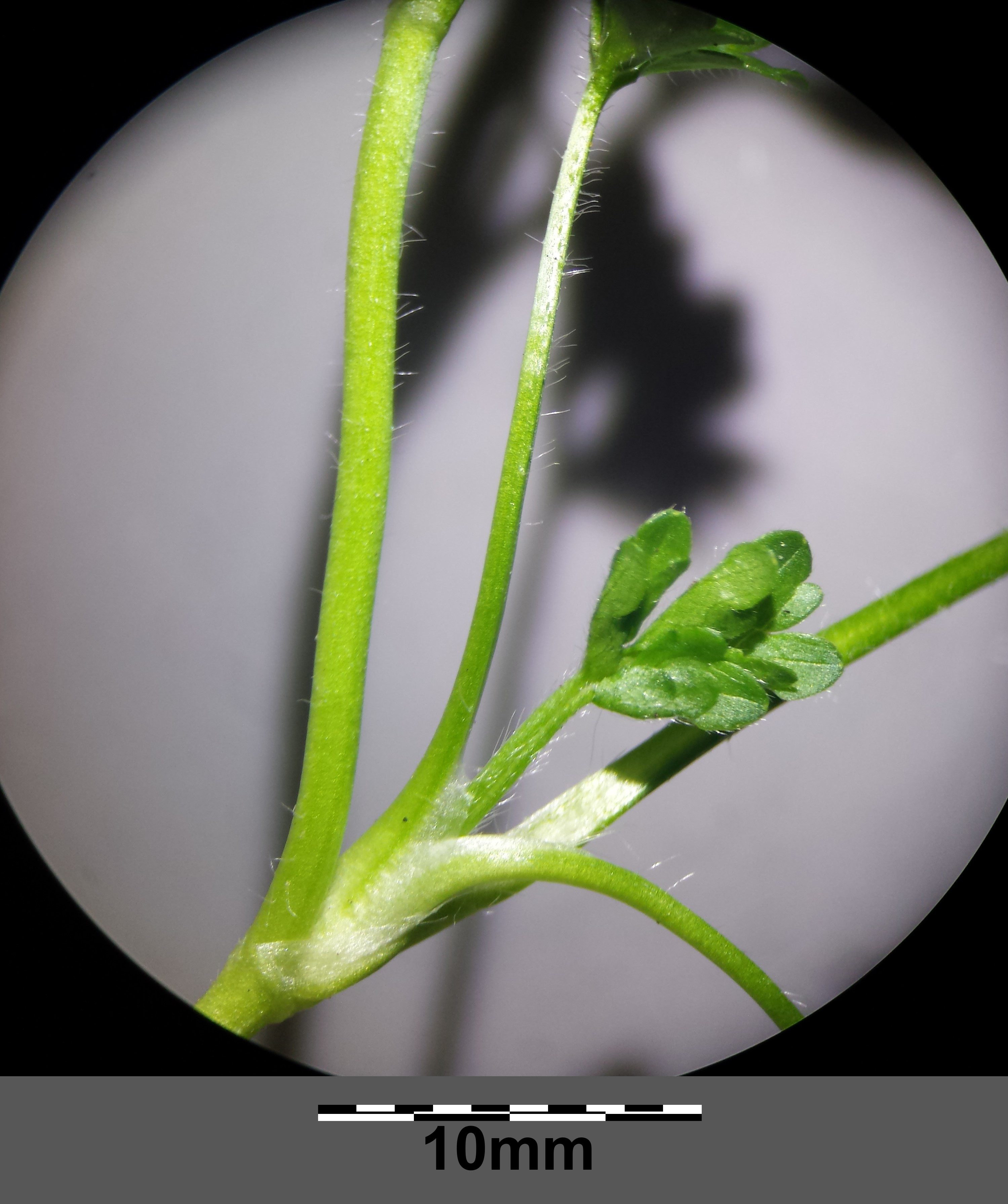
Stängel und Blattstiele sind behaart.

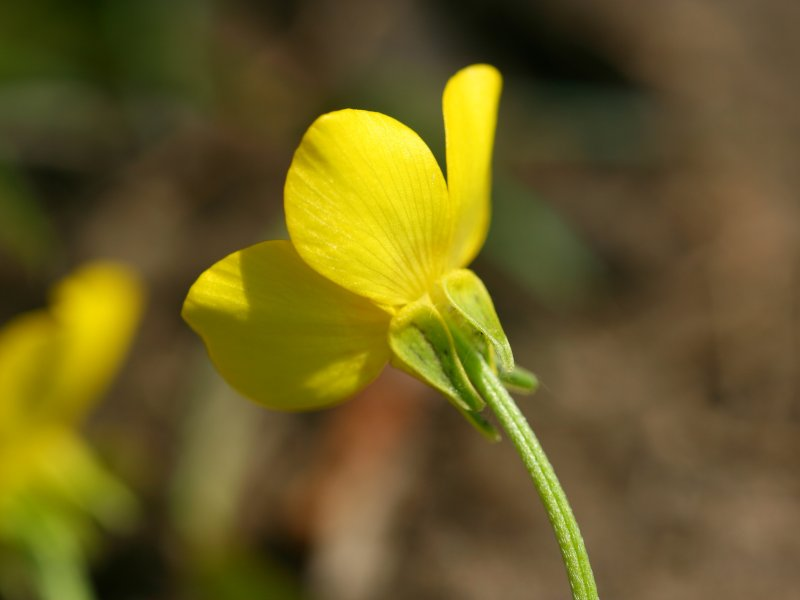
Zurückgeschlagene „Kelchblätter“

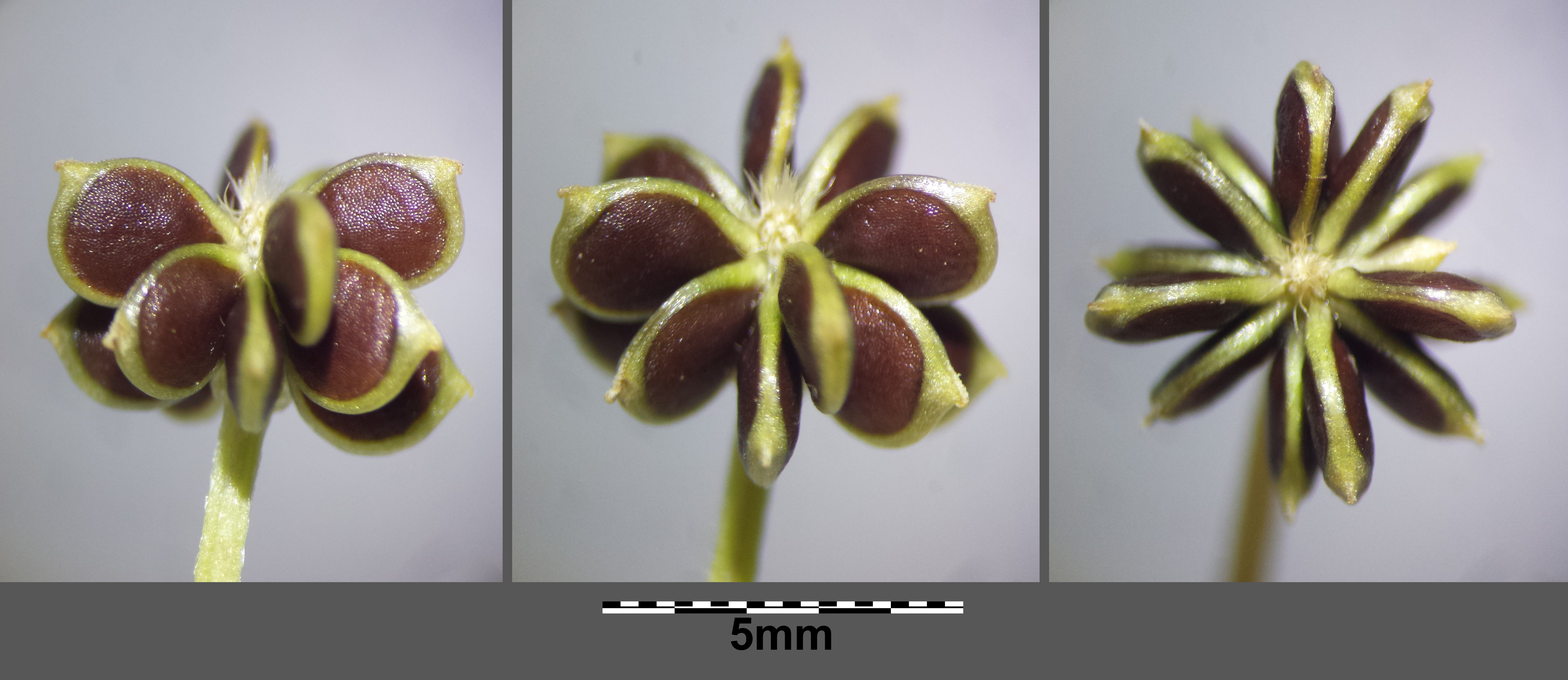
Sammelfrucht mit Nüsschen

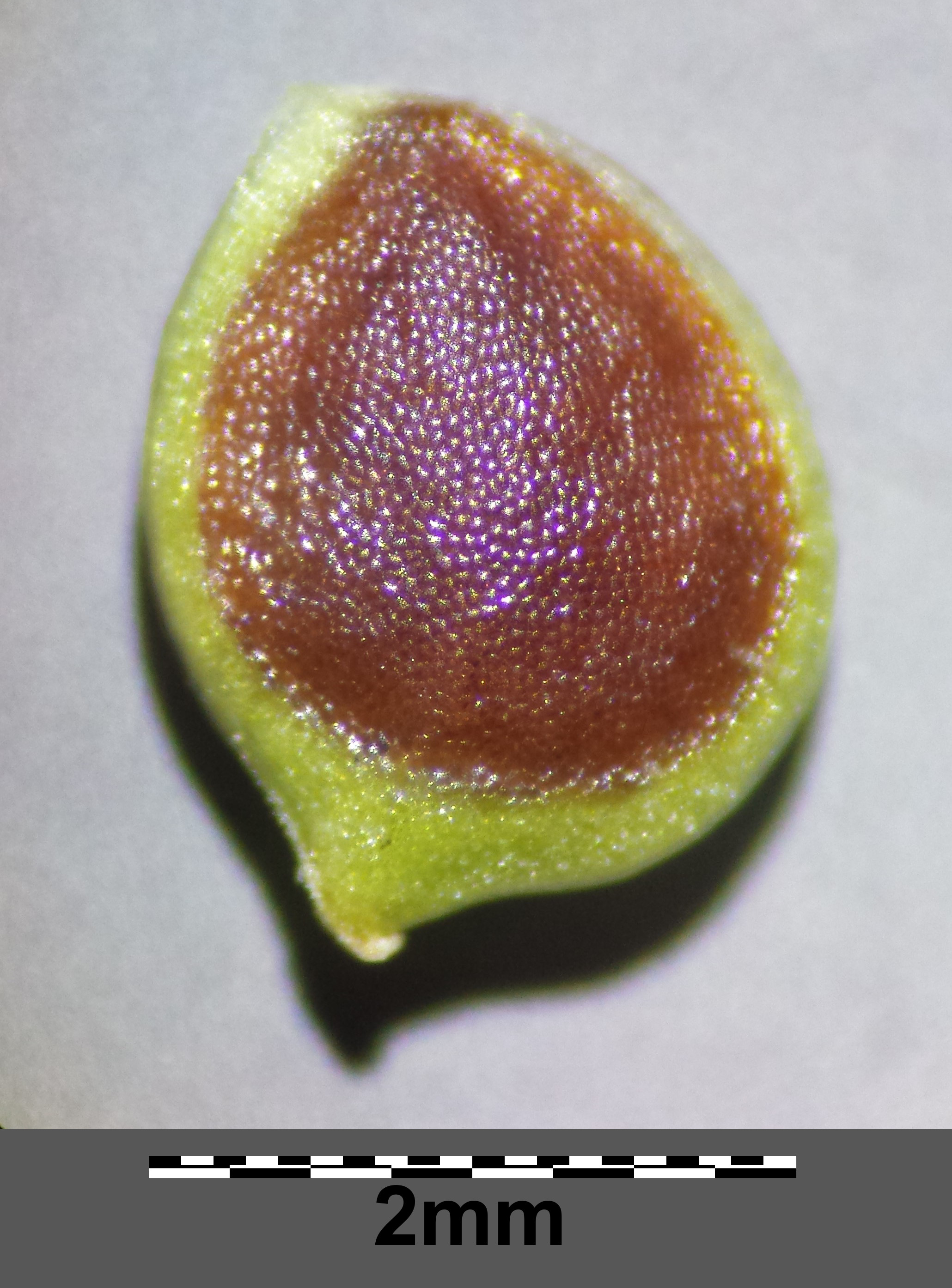
Nüsschen von Ranunculus sardous subsp. sardous

### Vegetative Merkmale
Der Sardische Hahnenfuß ist eine sommergrüne, zweijährige krautige Pflanze und erreicht Wuchshöhen von 10 bis 30 Zentimetern. Besonders charakteristisch ist die dichte Behaarung (Indument) des hohlen Stängels und der Blätter. Der Stängel ist aufrecht, reich verzweigt, vielblütig, aber am Grunde nicht verdickt.
Die grundständigen Laubblätter haben einen breiten scheidigen Blattstiel und sind meist bis zum Grund dreiteilig. Der mittlere Blattabschnitt ist am längsten gestielt, die seitlichen sind mehr oder weniger gestielt. Alle Abschnitte sind dreispaltig bis dreiteilig mit unregelmäßig gesägt-gezähnten Zipfeln und spitzen Zähnen. Die Stängelblätter sind den grundständigen Blättern ähnlich, aber kürzer gestielt, die oberen sind einfacher mit schmal lanzettlichen Zipfeln und sind sitzend.

### Generative Merkmale
Die zwittrige Blüte ist radiärsymmetrisch und fünfzählig. Der Blütenboden ist behaart. Der Sardische Hahnenfuß besitzt neben Ranunculus bulbosus als einzige mitteleuropäische Hahnenfuß-Art (Ranunculus) zurückgeschlagene kelchartige Perigonblätter, die halb so lang wie die lebhaft gelben, kronblattartigen Honigblätter sind. Diese Honigblätter sind bei einer Länge von 8 bis 12 Millimetern eiförmig.
Die Früchtchen sind bei einer Länge von 3 bis 4 Millimetern sowie einer Breite von 2 bis 3 Millimetern rundlich und seitlich abgeflacht. Sie haben einen deutlich abgesetzten grünen Rand und bräunliche Seitenflächen, die meist nahe dem Rand eine oder zwei Reihen von Höckerchen aufweisen. Der Schnabel ist kurz und fast gerade.

### Chromosomensatz
Die Chromosomengrundzahl beträgt x = 8; es kommt beispielsweise Diploidie und Tetraploidie vor, die Chromosomenzahl beträgt 2n = 16, 32 oder 48.

## Ökologie
Beim Sardischen Hahnenfuß handelt es sich um einen helomorphen Therophyten.
Die Bestäubung erfolgt durch Insekten oder Selbstbestäubung. Die Ausbreitung der Diasporen erfolgt durch der Wind oder Klettausbreitung.

## Vorkommen und Gefährdung
Er ist in Europa und Nordafrika weitverbreitet und in vielen Gebieten der Welt ein Neophyt.
Das Verbreitungsgebiet des Sardischen Hahnenfußes reicht in Europa von Spanien und Großbritannien bis Sizilien und der Balkanhalbinsel, im Osten bis zur Ukraine und dem Kaukasusraum und im Norden bis ins südliche Schweden.
Der Sardische Hahnenfuß besiedelt feuchte bis nasse Äcker, kurzlebige Unkrautfluren, Kriech- und Trittrasen, feuchte Wegränder und Gräben. Er gedeiht auf feuchten, zeitweise überschwemmten, nährstoffreichen, meist kalkarmen, mild- bis mäßig sauren, humosen oder rohen Tonböden. Er ist in Mitteleuropa kennzeichnend für die Assoziation Myosuro-Ranunculetum sardoi, kommt aber auch im Centunculo-Anthoceretum des Verbands Nanocyperion und in anderen Pflanzengesellschaften der Verbände Agropyro-Rumicion, Cynosurion oder Aperion vor.
Er ist ein Feuchte- und Bodenverdichtungsanzeiger, der auch salzertragend ist.
Die ökologischen Zeigerwerte nach Landolt et al. 2010 sind in der Schweiz: Feuchtezahl F = 4w+ (sehr feucht, aber stark wechselnd), Lichtzahl L = 4 (hell), Reaktionszahl R = 3 (schwach sauer bis neutral), Temperaturzahl T = 4+ (warm-kollin), Nährstoffzahl N = 3 (mäßig nährstoffarm bis mäßig nährstoffreich), Kontinentalitätszahl K = 2 (subozeanisch), Salztoleranz 1 = tolerant.
Der Sardische Hahnenfuß ist zentral-europaweit ungefährdet. In Deutschland wurde er 1996 auf der Roten Liste als Stufe 3 = gefährdet bewertet. Nach Bundesartenschutzverordnung (BArtSchV) ist „nicht besonders geschützt“. Besonders die Beseitigung von Acker-Söllen, die intensivierte Landwirtschaft und die Trockenlegung von Feuchtwiesen gefährden den Rauen Hahnenfuß.

## Systematik
Die Erstveröffentlichung von Ranunculus sardous erfolgte 1763 durch Heinrich Johann Nepomuk von Crantz in Stirpium Austriarum Fasciculus, 2, S. 84. Ein Synonym von Ranunculus sardous Crantz ist beispielsweise Ranunculus parvulus L.
1989 gab es von Ranunculus sardous in Europa zwei Unterarten vor:
- Ranunculus sardous subsp. sardous: Sie ist bei den meisten Autoren das einzige Subtaxon von Ranunculus sardous.[5]
- Ranunculus sardous subsp. xatardii (Lapeyr.) Rouy & Fouc.: Sie wird aber meist als Synonym zu Ranunculus sardous gestellt.[5]

## Belege